# Scott Chambliss
Scott E. Chambliss (Los Angeles, 30 maggio 1963) è uno scenografo statunitense.

## Biografia
La sua carriera nel mondo del cinema ha inizio nel 1991, anno in cui partecipa come assistente al dipartimento artistico al film Storie di amori e infedeltà, diretto da Paul Mazursky. È a partire dall'anno successivo che Chambliss inizia ad intraprendere la carriera da scenografo, cimentandosi come tale nella pellicola a sfondo erotico, Chain of Desire, o in film come Così mi piace, Lo schermo velato e Cercasi tribù disperatamente.
Successivamente collabora più volte con lo sceneggiatore J. J. Abrams, che coadiuva in tutte le 105 puntate della serie televisiva Alias (2000-2001) e in Felicity (2000-2005), grazie alle quali acquista vasta notorietà, vincendo un Production Design Award nella categoria Art Directors Guild, e un Emmy Award per la miglior scenografia.
Nel 2006, appare a fianco di Abrams in Mission: Impossible III, nel debutto di quest'ultimo alla regia. Dopo aver lavorato in altre serie televisive tra 2006 e 2008, entra nuovamente in contatto con J.J. Abrams, lavorando nel suo secondo film, Star Trek, previsto per il maggio di quest'anno.

## Filmografia parziale
- Il bambino venuto dal mare (The Thirteenth Year), regia di Duwayne Dunham (1999) - Film TV
- Mission: Impossible III, regia di J. J. Abrams (2006)
- Star Trek, regia di J. J. Abrams (2009)
- Salt, regia di Phillip Noyce (2010)
- Cowboys & Aliens, regia di Jon Favreau (2011)
- Into Darkness - Star Trek (Star Trek Into Darkness), regia di J. J. Abrams (2013)
- Tomorrowland - Il mondo di domani (Tomorrowland), regia di Brad Bird (2015)
- Lucifer - serie TV (2016 - in produzione)
- Guardiani della Galassia Vol. 2 (Guardians of the Galaxy Vol. 2), regia di James Gunn (2017)
- Godzilla II - King of the Monsters (Godzilla: King of the Monsters), regia di Michael Dougherty (2019)
- Voyagers, regia di Neil Burger (2021)

## Premi e candidature
- Art Directors Guild (Excellence in Production Design Award)
  - 2002: Nomination - Miglior scenografia per una serie televisiva per l'episodio "Scoperte" di Alias (2001) (insieme a Cece Destefano)
  - 2003: Vinto - Miglior scenografia per una serie televisiva per l'episodio "Cifre" di Alias (2001) (insieme a Cece Destefano)
  - 2004: Nomination - Miglior scenografia per una serie televisiva per Alias (2001) (insieme a Cece Destefano)
  - 2005: Nomination - Miglior scenografia per una serie televisiva per l'episodio "Eredità" di Alias (2001) (insieme a Cece Destefano)
- Emmy Awards (Emmy)
  - 2002: Vinto - Miglior scenografia per una miniserie o film per la televisione per l'episodio "La verità" di Alias (2001)
  - 2003: Nomination - Miglior scenografia per una miniserie o film per la televisione per l'episodio "Fase Uno" di Alias (2001)
  - 2004: Nomination - Miglior scenografia per una miniserie o film per la televisione per l'episodio "Rapiti" di Alias (2001)